# Nebulosa Omega
La Nebulosa Omega (nota anche come Nebulosa Cigno, Nebulosa Ferro di Cavallo, Nebulosa Aragosta o con le sigle di catalogo M 17 e NGC 6618) è una nebulosa a emissione, scoperta da de Chéseaux nel 1746 e riscoperta da Charles Messier nel 1764, situata nella costellazione del Sagittario.

## Osservazione

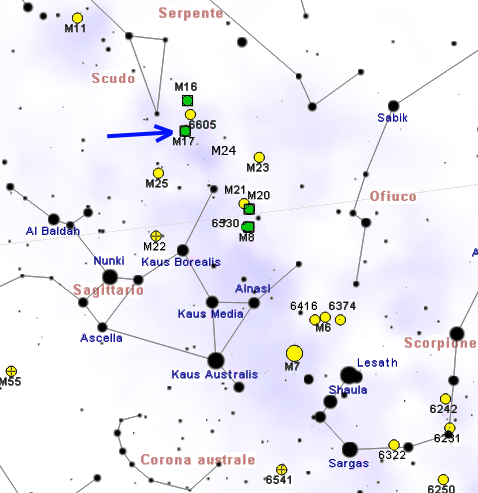
Mappa per individuare la Nebulosa Omega.

Grazie alla sua luminosità, La Nebulosa Omega è piuttosto facile da localizzare: si trova infatti a 2° a sud-est della stella γ Scuti. si individua con discreta facilità anche con un binocolo 10x50 o anche più piccolo, se il cielo è buio e limpido: si mostra in questi strumenti come una macchia allungata; attraverso uno strumento da 114 mm, munito di un filtro UHC, rivela buona parte delle sue sfumature e dei suoi giochi di luce. A partire da 200 mm la visione è eccezionale, e conviene prendere una foto a lunga posa per catturare il colore rosato.
La Nebulosa Omega può essere osservata con discreta facilità da gran parte delle aree popolate della Terra, grazie al fatto che è situata a una declinazione non eccessivamente australe: in alcune aree del Nord Europa e del Canada, nei pressi del circolo polare artico, la sua visibilità è comunque molto difficile, mentre nell'Europa centrale appare relativamente bassa; dall'emisfero sud la nebulosa è ben visibile alta nelle notti dell'inverno australe e nella sua fascia tropicale può vedersi perfettamente allo zenit. Il periodo migliore per la sua osservazione nel cielo serale è quello compreso fra giugno e ottobre.

## Storia delle osservazioni
La nebulosa risulta essere stata scoperta da Philippe Loys de Chéseaux nel 1746, sebbene la scoperta non fu mai pubblicata; Charles Messier ne fa così una riscoperta indipendente, indicandola come una nebulosa molto allungata e simile a quella della "nebulosa di Andromeda" (la galassia M31). William Herschel e suo figlio John la descrivono come una scia luminosa con un nodo separato, indicando pure che probabilmente parte della nube viene oscurata; l'ammiraglio Smyth definisce il suo nome proprio, che è rimasto ancora attualmente, di Nebulosa Ferro di Cavallo o Nebulosa Omega, a causa della sua forma apparentemente arcuata sul lato nord.

## Caratteristiche

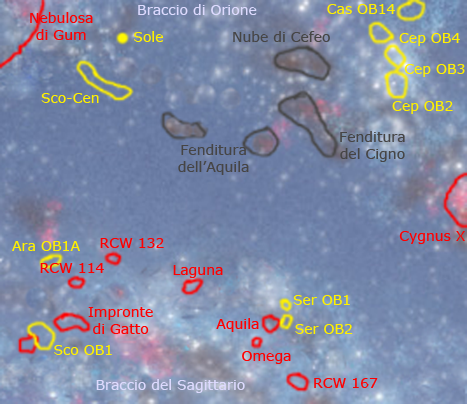
Mappa schematica della regione galattica fra il Sole (in alto a sinistra) e la Nebulosa Omega (in basso a destra).

La nebulosa è molto brillante ed è visibile a occhio nudo in condizioni favorevoli alle basse latitudini (magnitudine 6). Si tratta di una regione H II in cui è attiva la formazione stellare, resa brillante dalla radiazione luminosa delle stelle giovani e calde, di classe spettrale B (giganti blu) in essa formatesi; Alcune di queste stelle sono radunate a formare un ammasso aperto di 35 stelle, molto oscurato dalle polveri. Il colore rosso vivo della nebulosa è dovuto all'eccitazione degli atomi di idrogeno, che emettono radiazione Hα; la massa della zona più luminosa è pari a 800 masse solari.
Nell'infrarosso, si è potuto osservare un numero elevato di nubi favorevoli alla formazione di stelle. Al centro della nebulosa si troverebbe un ammasso aperto di una trentina di stelle coperte dalla nebulosa. Il diametro della nebulosa sfiora i 40 anni luce.

## Ambiente galattico
La Nebulosa Omega, trovandosi a una distanza di circa 6000 anni luce da noi, viene a trovarsi su un braccio di spirale galattico più interno al nostro Braccio di Orione, il Braccio del Sagittario, su cui giacciono anche altri oggetti molto brillanti come molti degli ammassi aperti visibili fra le costellazioni dello Scorpione e del Centauro, fino alla Nebulosa della Carena. Uno studio del 2008 afferma comunque che questo braccio sarebbe solo una grande condensazione di gas e polveri da cui sono nate diverse stelle giovani.
La linea di vista dalla Terra alla nebulosa è sì disturbata dalla presenza di polveri interstellari, anche a causa della lunga distanza, ma appare comunque meno oscurata rispetto ad altre zone adiacenti: infatti la nebulosa è visibile sul bordo della cosiddetta Fenditura dell'Aquila, una lunga scia di nebulose oscure appartenenti al nostro braccio di spirale che schermano completamente la luce proveniente dalle stelle della fascia settentrionale del Braccio del Sagittario.

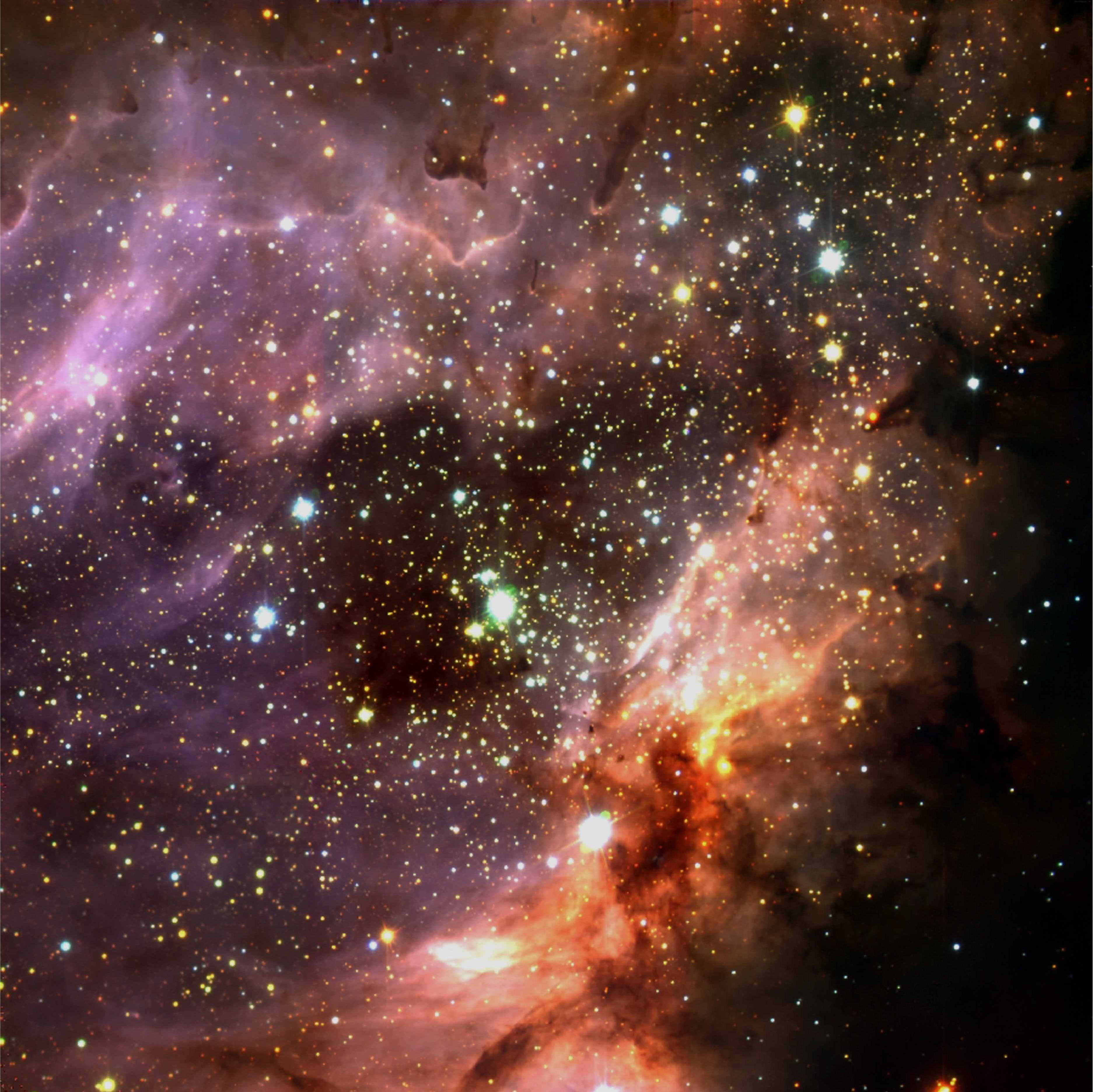
Immagine a grande campo della Nebulosa Omega.

### Interazioni con la Nebulosa Aquila

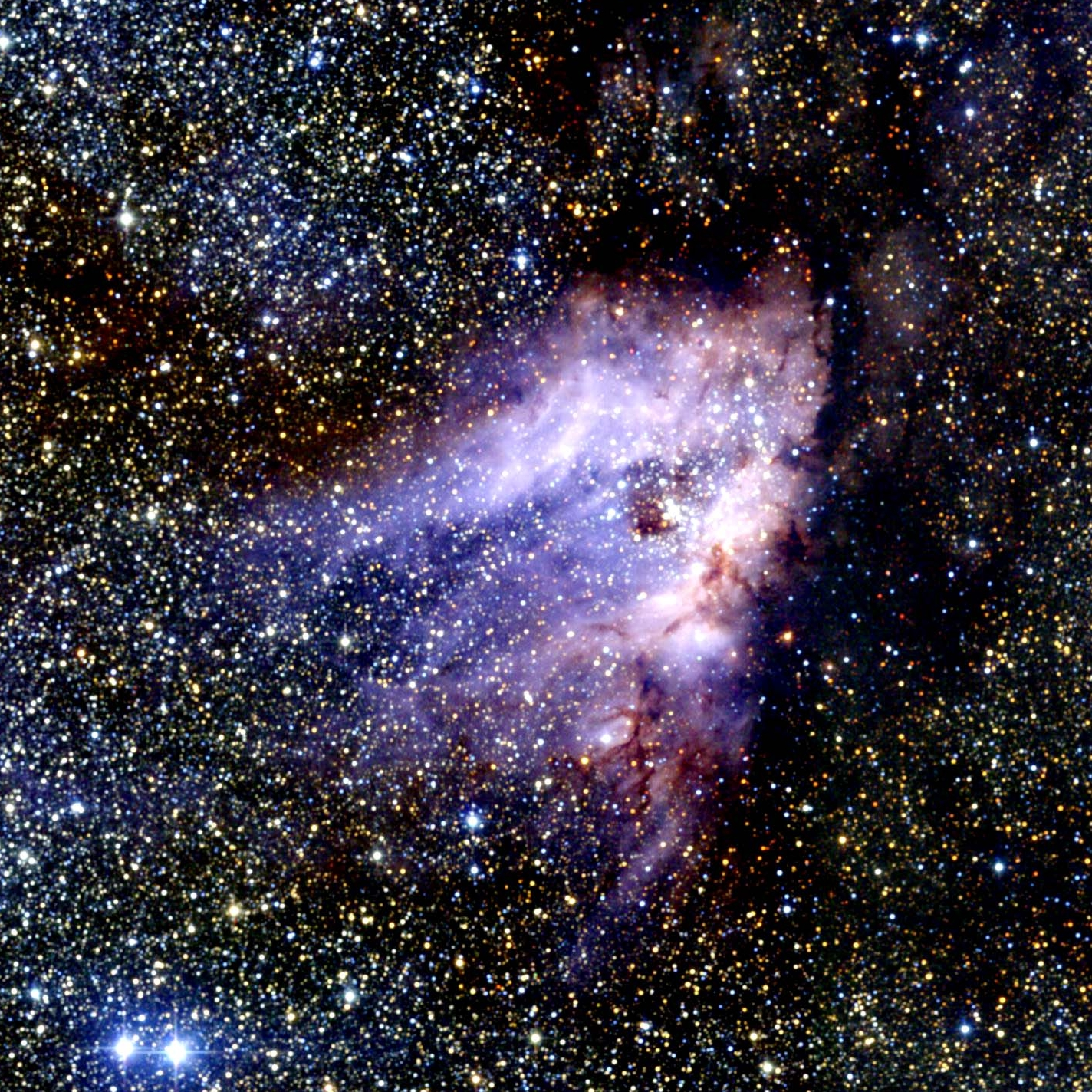
La Nebulosa Omega nella sua interezza.

La Nebulosa Omega e la Nebulosa Aquila si presentano in cielo molto vicine, separate da appena 2,5°; studiando le rispettive distanze emerge che esse si trovano vicine anche fisicamente, trovandosi a poche centinaia di anni luce l'una dall'altra. Basandosi sulle mappe delle emissioni al 12CO si può notare che le due nebulose sono effettivamente connesse da una debole fascia nebulosa, visibile anche nelle immagini riprese a lunga posa e sensibili anche al vicino infrarosso; ciò indicherebbe che le due nubi, alle quali se ne aggiunge una terza catalogata come Regione III a sudovest della Omega, sarebbero parte di un vasto complesso nebuloso molecolare di cui esse rappresentano le aree più dense in cui ha iniziato ad avere luogo la formazione stellare.
A queste nubi si aggiungerebbe pure il complesso di Sh2-54, cui è connesso l'ammasso aperto NGC 6604, la cui relazione con la Nebulosa Aquila era già nota anni prima. Secondo gli scienziati, è anche possibile definire un'evoluzione su scala temporale della nube molecolare: la prima regione dove la formazione stellare ha avuto luogo è quella settentrionale, coincidente con Sh2-54, che ha dato origine ad alcune brillanti associazioni OB circa 4 milioni di anni fa; in seguito i fenomeni di formazione hanno interessato la regione della Nebulosa Aquila, 2-3 milioni di anni fa, e solo recentemente (1 milione di anni fa) la Nebulosa Omega. Le cause dell'estensione dei fenomeni di formazione possono essere state diverse: potrebbe infatti essere stata causata da un grande effetto domino in cui le nuove stelle col loro vento stellare hanno compresso i gas delle regioni adiacenti facendoli collassare su se stessi, oppure la compressione potrebbe essere stata causata dall'esplosione di più supernovae originate dalle stelle più massicce derivate dalla formazione. Un'altra possibilità potrebbe essere invece che la compressione dei gas sia avvenuta man mano che il complesso nebuloso entrava nelle regioni più dense del braccio di spirale su cui si trova.
La nube molecolare gigante possiede una forma a superbolla e molte delle sue stelle giovani associate vi si trovano all'interno; la superbolla tuttavia sembra avere un'età di alcuni milioni di anni superiore a quella della nube stessa, indicando che si tratta di una struttura già esistente prima dell'afflusso della nube. L'interazione con questa superbolla (e non i suoi effetti di espansione) potrebbero essere stati all'origine dei primi fenomeni di formazione stellare nella regione. Secondo alcuni autori questa regione potrebbe essere ancora più estesa, inglobando persino la Nebulosa Laguna, anch'essa nel Braccio del Sagittario, sebbene si trovi leggermente più vicina a noi, e forse anche la Nebulosa Trifida, anche se questa si trova piuttosto lontana.

### Libri
- (EN) Stephen James O'Meara, Deep Sky Companions: The Messier Objects, Cambridge University Press, 1998, ISBN 0-521-55332-6.

### Carte celesti
- Toshimi Taki, Taki's 8.5 Magnitude Star Atlas, su geocities.jp, 2005. URL consultato il 7 novembre 2010 (archiviato dall'url originale il 5 novembre 2018). - Atlante celeste liberamente scaricabile in formato PDF.
- Tirion, Rappaport, Lovi, Uranometria 2000.0 - Volume II - The Southern Hemisphere to +6°, Richmond, Virginia, USA, Willmann-Bell, inc., 1987, ISBN 0-943396-15-8.
- Tirion, Sinnott, Sky Atlas 2000.0 - Second Edition, Cambridge, USA, Cambridge University Press, 1998, ISBN 0-933346-90-5.
- Tirion, The Cambridge Star Atlas 2000.0, 3ª ed., Cambridge, USA, Cambridge University Press, 2001, ISBN 0-521-80084-6.